# Re Noir
Re Noir è un album del gruppo musicale italiano FLK.

## Tracce
1. Intro – 1:06
2. Nouf-otâfs – 4:51
3. Secueris – 4:52
4. Caosmosi – 4:04
5. Vie – 4:49
6. Barracuda – 3:25
7. F.L.K. – 5:08
8. Acuilea, post Christum natum – 4:35
9. Ultim toc – 5:19
10. Re Noir – 5:46
11. Colôrs – 3:33

## Formazione
- Cristina Mauro
- Michele Carrara
- Loris Luise
- Alessandro Montello
- Stefano Montello
- Flavio Zanier